# Mogöl (Sandseryds socken, Småland)
Mogöl är en sjö i Jönköpings kommun i Småland och ingår i Motala ströms huvudavrinningsområde. Sjöns area är 0,008 kvadratkilometer och den befinner sig 222 meter över havet.